# Le Pont-de-Beauvoisin (Isère)
Le Pont-de-Beauvoisin (in italiano: Ponte Belvicino) è un comune francese di 3 590 abitanti situato nel dipartimento dell'Isère nella regione dell'Alvernia-Rodano-Alpi. 
Il comune, il cui nome ufficiale è scritto con l'articolo “Le”, è conosciuto localmente solo come Pont-de-Beauvoisin, come attestano i cartelli stradali all'ingresso del comune, perché è omonimo dell'antistante comune di Le Pont-de-Beauvoisin, situato in Savoia, sull'altra sponda del fiume Guiers e con il quale forma un unico agglomerato urbano.

## Geografia
Le Pont-de-Beauvoisin è situato nel nord del dipartimento dell'Isère, sulla sponda sinistra del fiume Guiers che lo divide dall'omonimo comune del dipartimento della Savoia. Il centro sorge a 55 km a sud-est di Lione e a 77 km a nord di Grenoble.

## Storia
Pont-de-Beauvoisin, sino ad allora parte del Delfinato di Viennois, fu annesso alla Francia nel 1349 con la firma del trattato di Romans. Il borgo si ritrovò così sul confine, segnato dal fiume Guiers, tra i territori francesi e il Ducato di Savoia.
È rimasta un'importante località frontaliera sino al 1860, quando l'intera Savoia è stata annessa alla Francia in seguito alla firma del trattato di Torino.

## Società

### Evoluzione demografica
Abitanti censiti

## Infrastrutture e trasporti

### Strade
La principale via d'accesso a Le Pont-de-Beauvoisin è l'autostrada A43 che unisce Lione al confine con l'Italia.
L'abitato è attraversato dall'ex RN 6, ora denominata D1006, che unisce Lione alla Savoia e alla frontiera italiana.

### Ferrovie
Il comune è servito da una propria stazione ferroviaria posta lungo la linea Saint-André-le-Gaz - Chambéry.

## Altri progetti

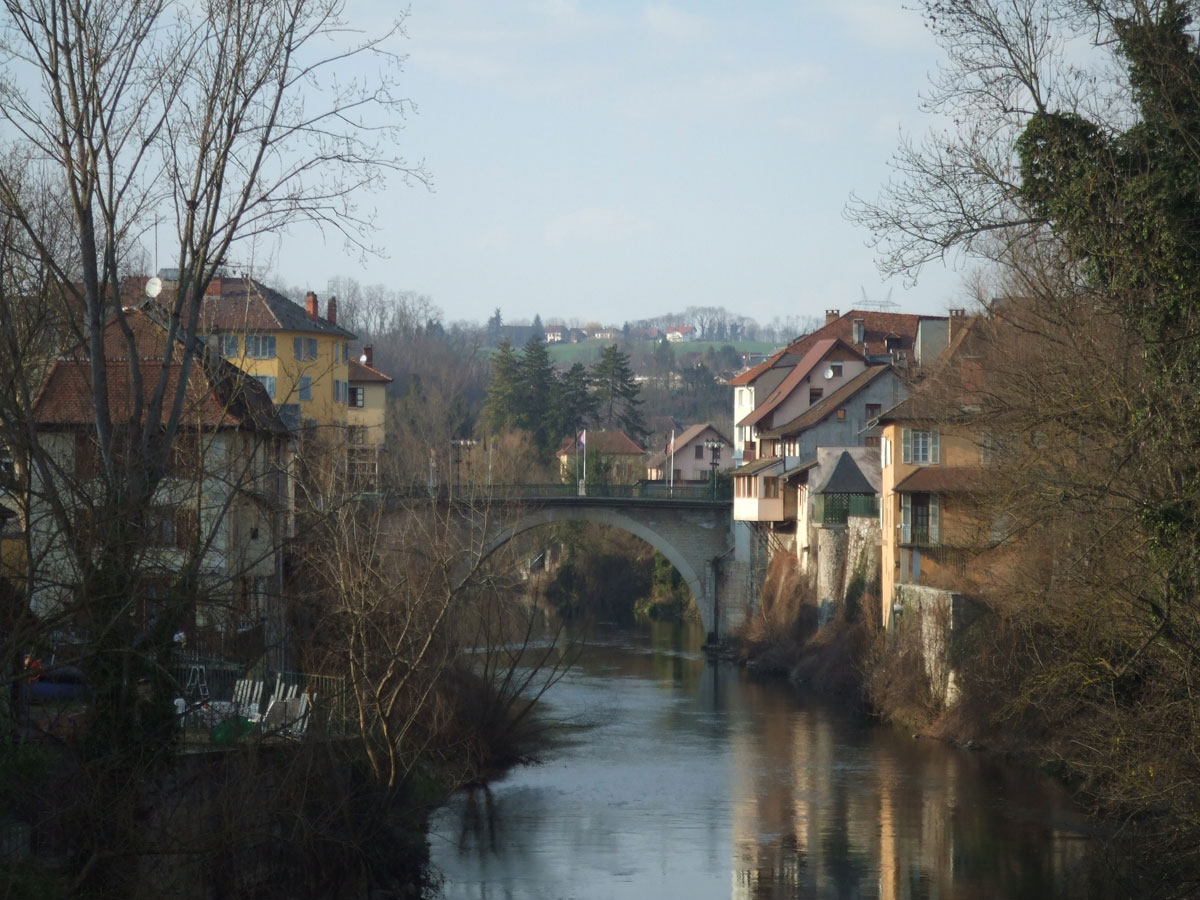
Il ponte sul Guiers che collega i comuni di Le Pont-de-Beauvoisin (Isère) e Le Pont-de-Beauvoisin (Savoia).